# William Lindley

William Lindley (1879)

William Lindley (* 7. September 1808 in London; † 22. Mai 1900 in Blackheath) war ein britischer Ingenieur, der um die Mitte des 19. Jahrhunderts erfolgreich auf den Gebieten der Ver- und Entsorgungstechnik, des Eisenbahn- und Wasserbaus, des Strom- und Hafenbaus und der Stadtplanung tätig war. In der Zeit seines Aufenthalts in Hamburg zwischen 1838 und 1860 trug er maßgeblich zur Modernisierung der Stadt bei, vor allem auf dem Gebiet der Wasserversorgung und Kanalisation sowie des Eisenbahnbaus. In den Jahren nach seinem Weggang aus Hamburg plante er, zunehmend unterstützt von seinen Söhnen, Wasserver- und Entsorgungssysteme zahlreicher weiterer europäischer Städte.

## Leben
Der Sohn von Joseph Lindley besuchte die Schule in Croydon, im Süden Londons, ging mit 16 Jahren beim Wandsbeker Pastor Arnold Dietrich Schröder für zehn Monate in Pension und war dann kurz in einem Londoner Bankhaus tätig. Ab 1827 bekam er in England im Büro des Ingenieurs Francis Giles eine Ausbildung und arbeitete lange Zeit als dessen Assistent. Dann wandte er sich einer selbstständigen Ingenieurstätigkeit zu.

### Hamburger Bauplanungen

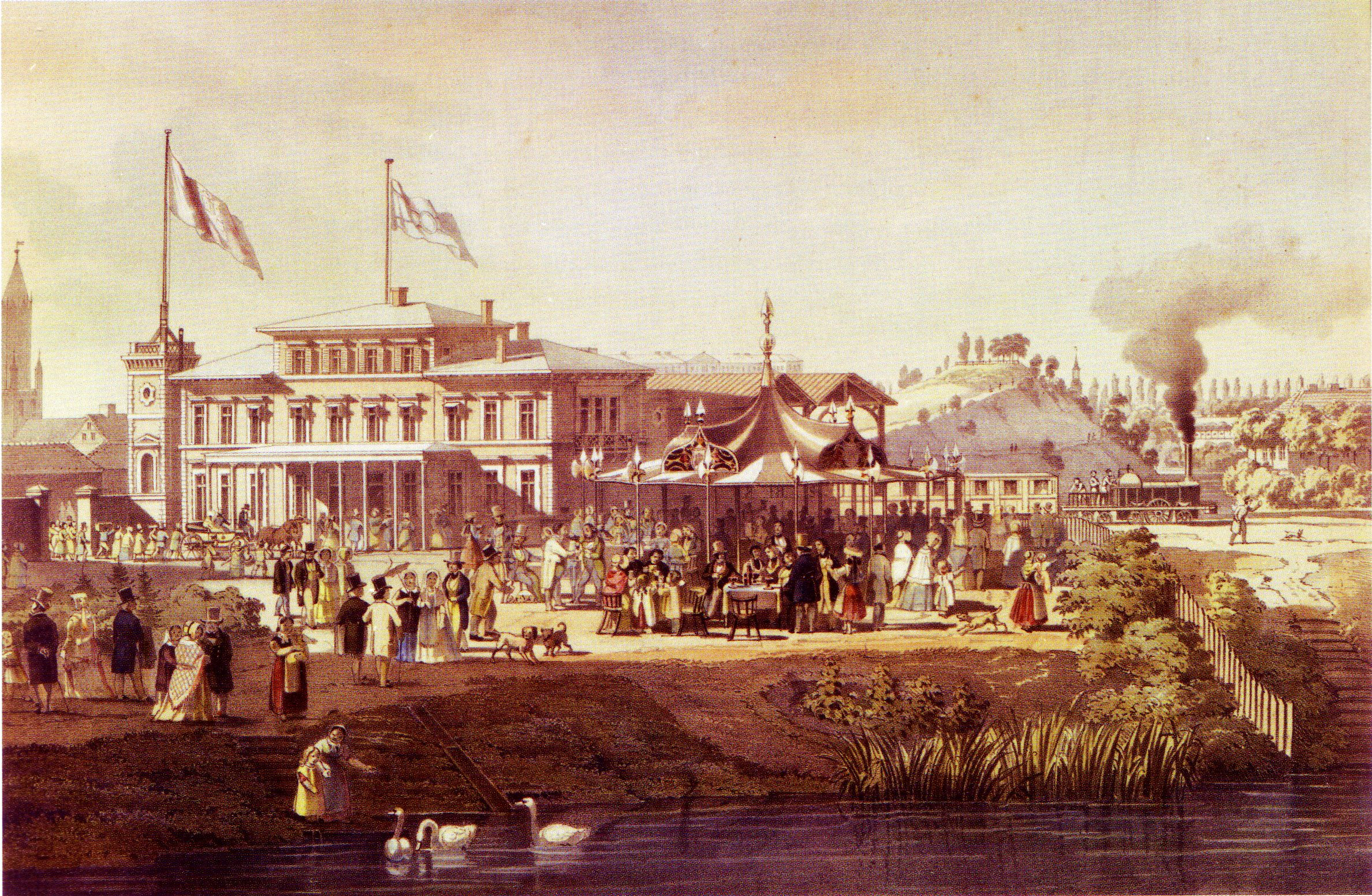
Eröffnung der Eisenbahnlinie nach Bergedorf 1842

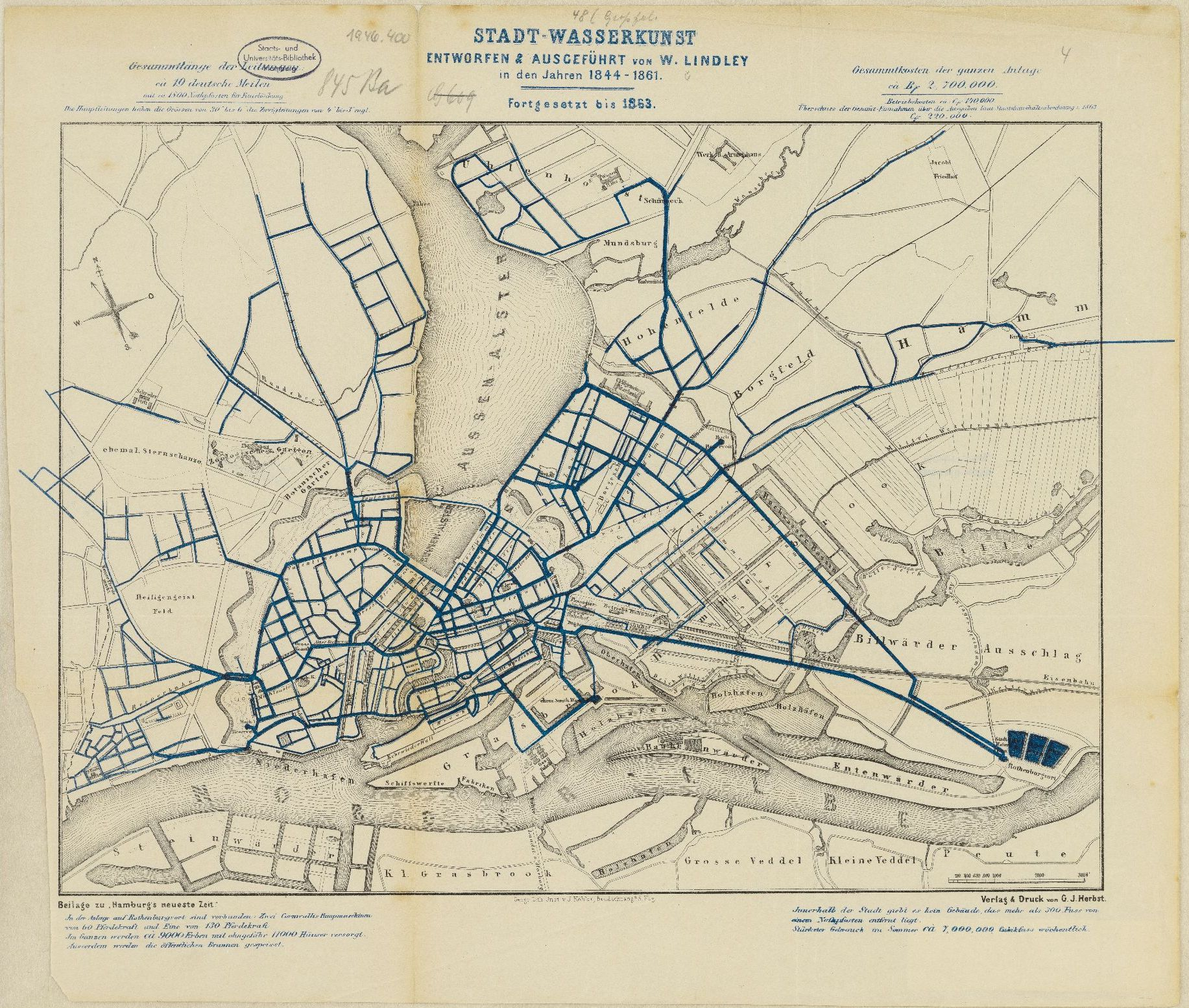
Versorgungsnetz der Hamburger Stadtwasserkunst 1864, entworfen und ausgeführt von W. Lindley

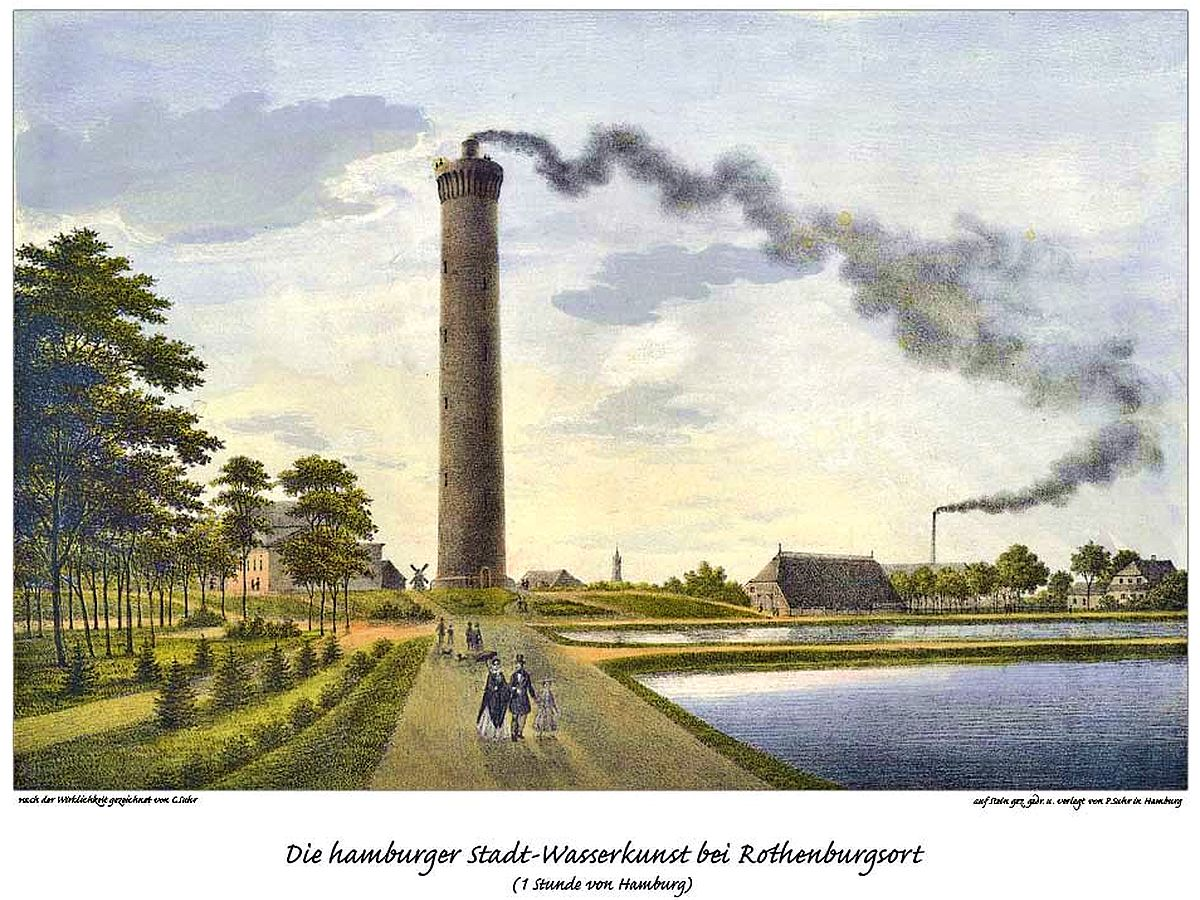
Turm der von Lindley entworfenen „Stadtwasserkunst“ im Hamburger Stadtteil Rothenburgsort (1848)

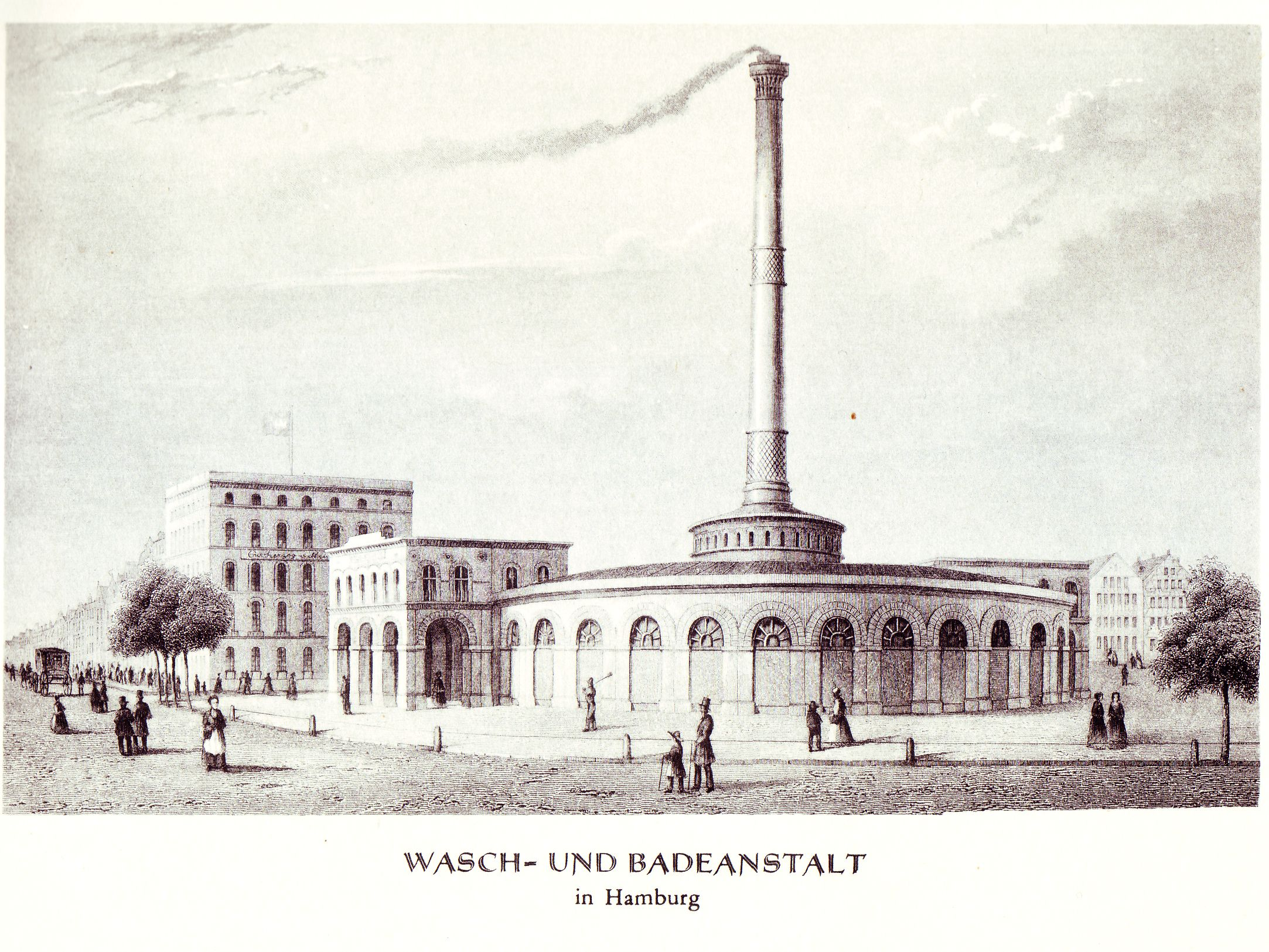
Wasch- und Badeanstalt am Schweinemarkt in Hamburg (1855)

Nachdem er bereits 1833 an der Planung einer nie realisierten Eisenbahnstrecke zwischen Hamburg und Lübeck mitgewirkt hatte, wurde er 1838 beauftragt, die Hamburg-Bergedorfer Eisenbahnlinie zu realisieren. Deren feierliche Eröffnung musste wegen des Großen Brandes 1842 abgesagt werden. Diese erste Hamburger Bahnstrecke in das nur 19 Kilometer entfernte Bergedorf bewährte sich jedoch und wurde 1846 in die damals neugeschaffene Strecke Berlin-Hamburg eingegliedert.
In der Zeit vor dem Großen Brand wurde der Wasserbedarf größtenteils noch aus Fleeten und der Elbe gedeckt, in die jedoch auch die Abwässer eingeleitet wurden. Um der unhygienischen Situation Herr zu werden, hatte Lindley zum Zeitpunkt des Brandes bereits den Auftrag für den Bau der Hamburger „Stadtwasserkunst“ erhalten. Die großflächige Zerstörung der Innenstadt bot nun ungeahnte Möglichkeiten einer grundlegenden Neuerung der Wasserver- und -entsorgung.
Seine Entwürfe, beeinflusst vom englischen Sozialreformer und Gesundheitsinspektor Edwin Chadwick, beinhalteten die ersten unterirdischen Abwasserkanäle der Neuzeit auf dem europäischen Festland. Die Siele hatten auf einer Länge von drei Kilometern nur einen Meter Gefälle, waren aus Ziegelsteinen gemauert und begehbar. Unter den kleinen Sielen für die Abwässer und Regenwasser verlaufen die größeren Stammsiele. Die Siele haben Rückstauklappen zum Schutz vor Hochwasser und Notausläufe in die städtischen Gewässer. Innerhalb von drei Jahren waren elf Kilometer Abwasserkanäle gebaut.
Die zentrale Wasserversorgung mit Elbwasser, dessen Klärung in Ablagerungsbecken und Hochpumpen in einen Wasserturm vom Hamburger Stadtteil Rothenburgsort aus nahm er in Angriff. Zum Konzept gehörten auch öffentliche Badehäuser für die ärmere Bevölkerung, denn „körperliche Unreinlichkeit erzeugt sehr bald Mangel an Selbstachtung, Rohheit und Laster. […] Können einzelne Feierabendstunden zur Erfrischung im Bade verwandt werden, dann zieht es in den meisten Fällen auch so lange vom Wirtshause ab.“ Eine Wasch- und Badeanstalt wurde bis 1855 am Schweinemarkt realisiert.
Lindley entwarf und baute in den folgenden Jahren Wasserversorgungssysteme in weiteren deutschen Städten wie Kiel, Stralsund, Stettin, Leipzig und Düsseldorf. Der Erfolg von Lindleys Entwürfen wird unter anderem am Beispiel der Stadt Frankfurt am Main – für die er ab 1863 tätig war – sichtbar, in der die Todesrate durch Typhus von 1868 bis 1883 von 80 auf zehn je 100.000 Einwohner sank.
Neben der Wasserver- und -entsorgung plante Lindley 1845 in Hamburg auch ein modernes Gaswerk zur Beleuchtung der Straßen und der Haushalte. Die Anlagen ersetzten die erste Hamburger Gasfabrik, die nach wenigen Wochen nach ihrer Inbetriebnahme durch eine Sturmflut zerstört worden war. Wenig beachtet wurde, dass Lindley als „technischer Consulent“ städtischer Gremien in Hamburg einen so großen Einfluss auf die Bautätigkeit in der Stadt Hamburg gewann, dass er quasi die Rolle eines heutigen Oberbaudirektors ausfüllte. Er wurde in den 1850er Jahren zu fast jedem größeren Bauprojekt in der Stadt angehört.

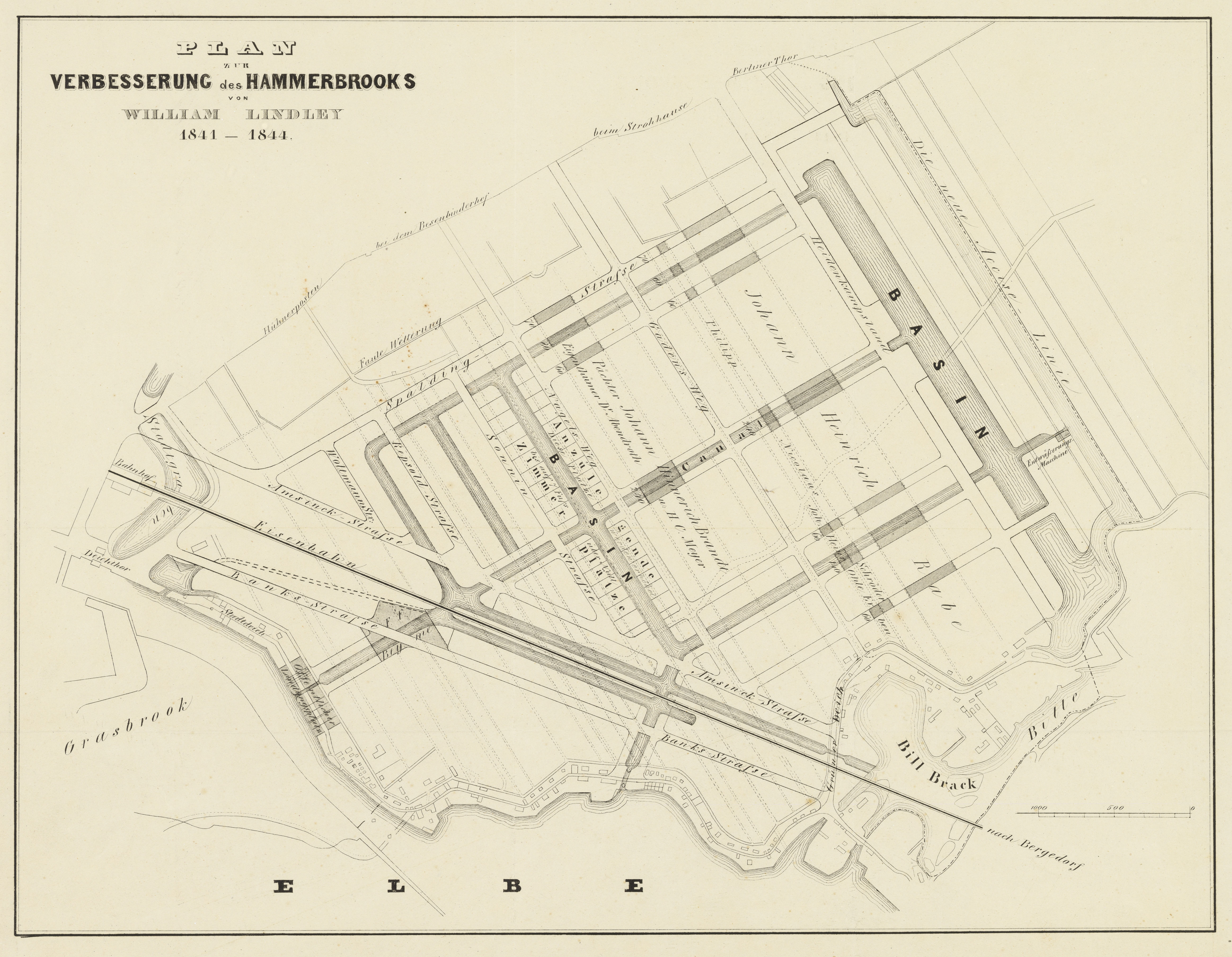
Lindleys „Plan zur Verbesserung des Hammerbrooks“ (1844)

Lindley gelang es mit Erfolg, gerade auch auf die städtebauliche Entwicklung Hamburgs Einfluss zu nehmen: 1842 legte er den ersten Wiederaufbauplan nach dem Großen Brand vor und konnte in Zusammenarbeit mit der Technischen Kommission die zukünftige Stadtgestalt im Innenstadtbereich bestimmen. Lindley sorgte darüber hinaus für bedeutende Weichenstellungen, die die Erschließung der Gebiete außerhalb des mittelalterlichen Stadtkerns betrafen. Bereits 1840 hatte er einen Plan zur Entwässerung des Hammerbrooks vorgelegt, der die Schaffung eines strengen Kanal- und Straßenrasters vorsah und damit die Voraussetzungen für die Bildung einer ersten modernen, allerdings gewerblich geprägten Stadterweiterung (realisiert bis 1847). Weitere Planungen wie der höchst fortschrittliche Gesamtplan einer Stadterweiterung für St. Pauli und Harvestehude konnten nicht verwirklicht werden. Auch der Plan von Hübbe, Walker und Lindley zum Bau eines Dockhafens auf dem Grasbrook wurde nur in geringen Teilen umgesetzt.

Angesehene Hamburger ehrten Lindleys Leistungen, Blatt des Lindley-Albums von Hermann Wilhelm Soltau

William Lindley hatte in Hamburg jedoch gegen zahlreiche Widerstände zu kämpfen, darunter die Kritik von Baubeamten wie dem Wasserbaudirektor Heinrich Hübbe. So wurden dem Briten neben mangelnder Fachkenntnis eine zu große Nähe zum Senat und den Unternehmern der Stadt unterstellt. Nachdem sich durch eine Verfassungsänderung 1860 die Machtverhältnisse in der Stadt geändert hatten, versagte ihm die Bürgerschaft schließlich die beabsichtigte Anstellung als Oberbaurat und damit die endgültige Regelung seines Dienstverhältnisses. Er verlor die Aufsicht über die Hamburger Stadtwasserkunst und kehrte mit seiner Familie, seiner aus Hamburg stammenden Frau Julia Lindley geb. Heerlein, den drei Söhnen William Heerlein Lindley (1853–1917), Robert Searles Lindley (* 1854), Joseph Lindley (* 1859) und einer Tochter nach London zurück.

### Europäische Bauplanungen
Von London aus führte er seine Arbeit fort, für die es Anfragen aus ganz Europa gab, zunächst in Frankfurt am Main. Den Auftrag der Stadt Sydney, den er 1876 erhalten sollte, musste er ablehnen, weil er bereits der Stadt Warschau zugesagt hatte. Die Entwürfe für Warschau entstanden bis 1878, den Bau der Anlagen – einschließlich der Lindley’schen Filter – übernahm im Anschluss sein Sohn William Heerlein Lindley.
1879 zog sich Lindley aus dem Geschäftsleben zurück, übergab sein Frankfurter Ingenieurbüro an seine drei Söhne und füllte die Jahre bis zu seinem Tod 1900 mit gesellschaftlichen Verpflichtungen und ausgiebigen Reisen.

## Gedenken

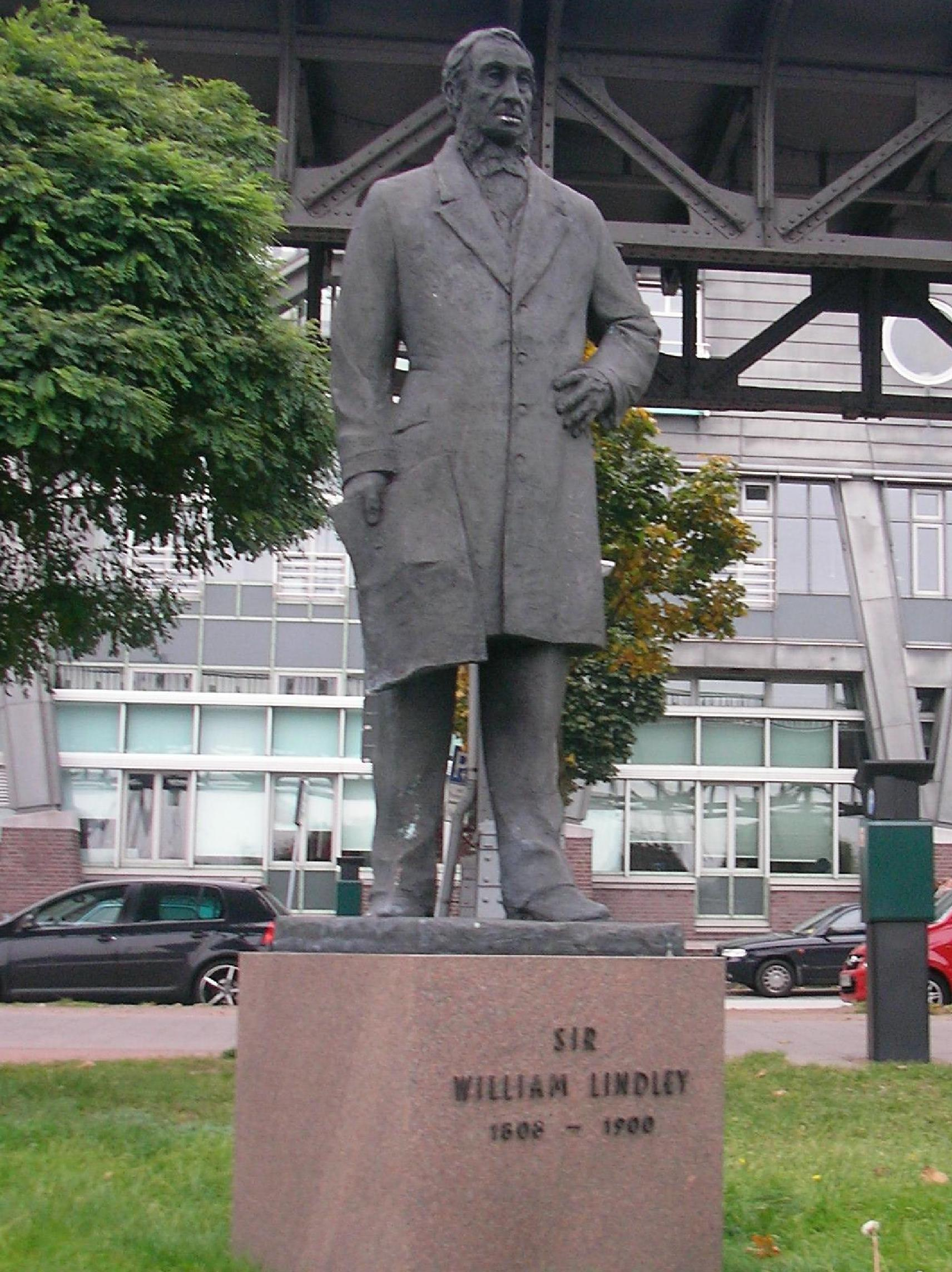
Lindley-Denkmal in Hamburg

- In der Nähe der U-Bahn-Station Baumwall in Hamburg am Eingang zum Kuhmühlenstammsiel erinnert ein Denkmal an Lindley. Die Inschrift 'Sir' auf dem Denkmal ist allerdings ein Irrtum. Sein Sohn William Heerlein Lindley wurde 1911 geadelt.[3]
- Die kleine Lindleystraße im Hamburger Stadtteil Rothenburgsort und die Lindleystraße im Frankfurter Ostend wurden ihm zu Ehren benannt.
- Die Sonderausstellung „Konstrukteur der modernen Stadt, William Lindley in Hamburg und Europa 1808–1900“ im Museum für Hamburgische Geschichte erinnerte 2008/2009 an seinen 200. Geburtstag.
- Die Deutsche Vereinigung für Wasserwirtschaft, Abwasser und Abfall e. V. (DWA) zeichnet Persönlichkeiten, die die Ziele der Vereinigung maßgeblich gefördert haben, mit dem William-Lindley-Ring aus. Preisträger sind bislang Horst Köhler (2017), Ernst Ulrich von Weizsäcker (2011), Kurt Biedenkopf (2006), Hans Tietmeyer (2002) und Klaus Töpfer (1998).[4]
- Seit 2012 trägt die Hamburger Berufliche Schule William Lindley (G2) seinen Namen.